# Basarab Laiotă cel Bătrân

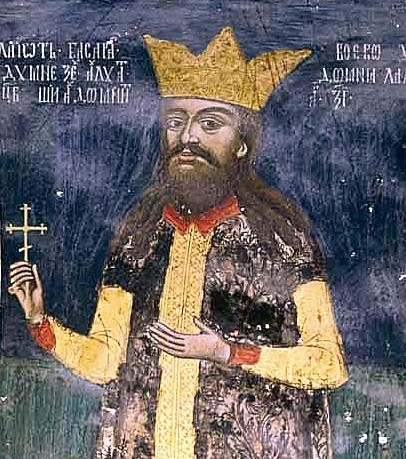
Spätes Porträt aus dem Kloster Horezu

Basarab Laiotă cel Bătrân (deutsch Basarab Laiotă der Ältere; * in der Walachei; † 22. Dezember 1480 in Siebenbürgen, Königreich Ungarn) war Fürst der Walachei von November bis Dezember 1473, im Jahr 1474, von Januar 1475 bis Oktober 1476 sowie von Dezember 1476 bis November 1477.

## Biografie
Basarab Laiotă der Alte war der Enkel des walachischen Fürsten Dan II., wie aus einem Schreiben an den Burggrafen von Kronstadt vom 11. Juli 1475 hervorgeht. Laiotă erscheint erstmals im Umfeld des großen Fürsten Ștefan als Thronanwärter der Walachei im Jahr 1472, während der Vorbereitungen auf eine Offensive, die Radu cel Frumos im darauffolgenden Herbst vertreiben sollte.
Die militärische Kampagne begann am 8. November 1473 mit dem Überschreiten des Flusses Milcov durch die vereinigten Truppen von Ștefan dem Großen und den von Laiotă angeworbenen Söldnerverbänden. Radu cel Frumos stellte sich der angreifenden Armee vermutlich in der Nähe von Gherghița im Kreis Prahova entgegen, wo zwischen dem 18. und 20. November die sogenannte „Schlacht am Wasserlauf“ stattfand. Der walachische Fürst wurde besiegt und musste sich in die Festung Bukarest zurückziehen, wo am 21. November eine kurze, aber heftige Belagerung begann. Ohne Aussicht auf externe Unterstützung sah sich Radu der Schöne gezwungen, in der Nacht des 23. November in die Festung Giurgiu zu fliehen, die zur osmanischen Raia gehörte. Von dort kehrte er am 28. November mit einer Armee von 13.000 Türken und 6.000 Walachen zurück – ein Heer, das jedoch von Ștefan dem Großen und dem neuen Fürsten der Walachei vernichtend geschlagen wurde.
Unter diesen Umständen begann die erste Herrschaft von Laiotă, der den Thron seiner Vorfahren unter dem Namen Basarab bestieg. Diese sollte jedoch nicht lange währen, denn am 23. Dezember überschritt Radu der Schöne erneut mit einer osmanischen Armee von etwa 30.000 Mann die Donau. Laiotă, ohne Unterstützung seines Verbündeten, musste abdanken und sich nach Moldau flüchten, verfolgt von einer osmanischen Armee, die bis nach Bârlad vordrang, wo sie von Ștefan dem Großen geschlagen wurde.
Natürlich missfiel Ștefan die Rückkehr von Radu der Schöne auf den walachischen Thron, weshalb er im März 1474 neue Versuche unternahm, Laiotă zu installieren. Diese Expedition scheint erfolglos gewesen zu sein, denn bereits im August desselben Jahres folgte eine neue. Das Ergebnis der Kämpfe jenes Sommers ist nicht bekannt, doch einen Monat später bittet Basarab der Alte, wieder auf dem Thron, den Fürsten von Siebenbürgen, Ștefan Báthory I. von Ecsed, um militärische Unterstützung, bis die moldauischen Truppen eintreffen konnten.
Das siebenbürgische Heer traf bald ein – allerdings nicht zur Unterstützung von Laiotă Basarab, sondern um dessen Vetter, Basarab der Jüngere, auf den Thron zu setzen [1]. Die erste Schlacht zwischen den beiden fand am 5. Oktober statt und endete mit einem glänzenden Sieg für Laiotă Basarab. Gleichzeitig belagerte Ștefan der Große die Festung Teleajen, die noch Radu dem Schönen treu war. Innerhalb weniger Tage wurde die Adelsgarnison vernichtet und die Festung niedergebrannt.
Doch diese Erfolge reichten nicht aus, um Laiotă Basarab dauerhaft auf dem Thron zu halten. In einer zweiten Schlacht noch im selben Monat wurde er von der siebenbürgischen Armee geschlagen. Auch Basarab Țepeluș konnte den Thron nicht übernehmen, denn am 20. Oktober vertrieb eine starke osmanische Armee unter Führung von Radu dem Schönen beide Thronanwärter. Dieses Heer war Teil einer größeren Invasion, die sich gegen Moldau richtete. Laiotă warnte Ștefan den Großen vor den osmanischen Absichten, woraufhin dieser rechtzeitig seine Verteidigung vorbereitete. Die anschließenden Kämpfe gipfelten in einem glänzenden Sieg Ștefans bei der Schlacht von Podul Înalt am 10. Januar, wodurch der Thron der Walachei vakant blieb. Laiotă stellte sich einem osmanischen Rückzugsheer von 8.000 Mann in den Weg und schlug es vernichtend – wobei er dem türkischen Pascha eigenhändig den Kopf abschlug.
Dies war jedoch sein letzter Kampf gegen die Türken, denn nach seiner Thronbesteigung begab sich Laiotă zum Sultan, um persönlich um Frieden zu bitten – wie er in einem Schreiben an die Kronstädter selbst einräumt.
Als letzter walachischer Herrscher ließ Basarab eigene Münzen prägen. Seine Ausgaben, Dukaten nach dem Vorbild Radus des Schönen, sind heute gesuchte Raritäten auf dem numismatischen Markt.
Anfang 1476 verschärfte sich die Lage, da Ștefan der Große unzufrieden mit dem Austritt der Walachei aus der anti-osmanischen Koalition war. Er begann Verhandlungen mit dem ungarischen König, um Vlad Țepeș zu befreien und auf den Thron zu setzen. Nur die Entspannung der Beziehungen zwischen Laiotă Basarab und Matthias Corvinus – infolge des Friedensvertrags zwischen Ungarn und Polen von 1474 – verzögerte seine Absetzung. Dennoch hielt Matthias Corvinus den Druck aufrecht: Er ließ Vlad Drăculea frei und befahl den Kronstädtern am 10. Januar 1476, sich ihm zur Verfügung zu halten, jedoch auch gute Beziehungen zu Laiotă aufrechtzuerhalten.
Es ist offensichtlich, dass Laiotă über die Stationierung von Vlad Țepeș’ Soldaten im Süden Siebenbürgens verärgert war. In einem Schreiben an die Sachsen von Hermannstadt vom 22. Februar 1476 erklärte er, er könne sie nicht länger als Freunde betrachten, solange sie seinen Gegner unterstützten. Ein ähnlicher Protest ging an die Führung von Kronstadt, in dem er schrieb, dass, obwohl er sie vor den Türken schütze,
„…unsere Feinde aus eurer Mitte aufbrechen, nach Moldau ziehen mit den Szeklern, mein Land plündern und dann zurückkehren, um in euren Häusern zu essen und zu trinken.“
Zugleich forderte er im Namen der Freundschaft mit dem Fürsten von Siebenbürgen:
„...diese Szekler und die Flüchtlinge aus eurer Mitte zu bestrafen.“
Die Kronstädter, unterstützt von Ștefan dem Großen und dem ungarischen König, verweigerten jedoch jede Reaktion. Laiotă erneuerte seine Forderungen noch mehrmals bis zum Sommer desselben Jahres. Schließlich, überzeugt von einer Verschwörung gegen ihn, wechselte er laut einem Bericht aus Hermannstadt vom 25. Juni endgültig ins osmanische Lager. Diese Annäherung an Sultan Mehmed II. fiel mit der großen Sommeroffensive zur Annexion Moldaus zusammen, die in der Schlacht von Valea Albă am 26. Juli gipfelte.
Die osmanische Niederlage im Sommer 1476 bedeutete letztlich auch das Ende der zweiten Herrschaft von Laiotă Basarab. Ende Juli trafen sich Vlad Țepeș, Basarab Țepeluș und Ștefan Báthory in Mediasch zur Planung einer Offensive in die Walachei. Am 27. Juli marschierte eine etwa 25.000 Mann starke Armee unter Drăculeas Führung in Richtung Târgoviște. Dennoch begann die Offensive erst Anfang November. Laiotă versuchte mit einer Armee von rund 18.000 Mann, den Vormarsch bei Târgoviște zu stoppen, wurde aber in einer blutigen Schlacht von den ungarischen Truppen besiegt. Mit den Resten seiner Armee zog er sich in die Festung Bukarest zurück. Am 8. November verkündete Vlad Țepeș in Târgoviște freudig: „[...]wir haben unseren Feind Laiotă gestürzt[...]“. Am 11. November berichtete Ștefan Báthory aus dem Belagerungslager vor Bukarest, dass das Land vollständig eingenommen und ein neuer Fürst eingesetzt sei. Die Festung selbst fiel am 16. November nach 15 Tagen Belagerung.
Basarab konnte fliehen, überquerte die Donau und wartete auf eine günstige Gelegenheit zur Rückkehr – wie aus einem Schreiben von Matthias Corvinus an den Herzog von Sachsen hervorgeht. Diese Gelegenheit bot sich bereits im Dezember 1476 oder Mitte Januar des Folgejahres, als Laiotă mit einem osmanischen Kontingent in Richtung Bukarest vorrückte. Irgendwo zwischen Giurgiu und der Hauptstadt wurde Vlad Țepeș ermordet – oder, wie zeitgenössische Quellen berichten, gefangen genommen und enthauptet.
Laiotă kehrte erneut auf den Thron zurück, doch auch seine letzte Herrschaft dauerte nur bis November 1477. Dann fiel der moldauische Fürst erneut in die Walachei ein, besiegte ihn in einer Schlacht und ließ ihn töten. Der Thron ging an seinen gleichnamigen Neffen, Basarab der Jüngere, auch bekannt als Țepeluș.